# Rhinocricus albolatus
Rhinocricus albolatus är en mångfotingart som beskrevs av Loomis 1936. Rhinocricus albolatus ingår i släktet Rhinocricus och familjen Rhinocricidae. Inga underarter finns listade i Catalogue of Life.